# Sikhisme au Pakistan

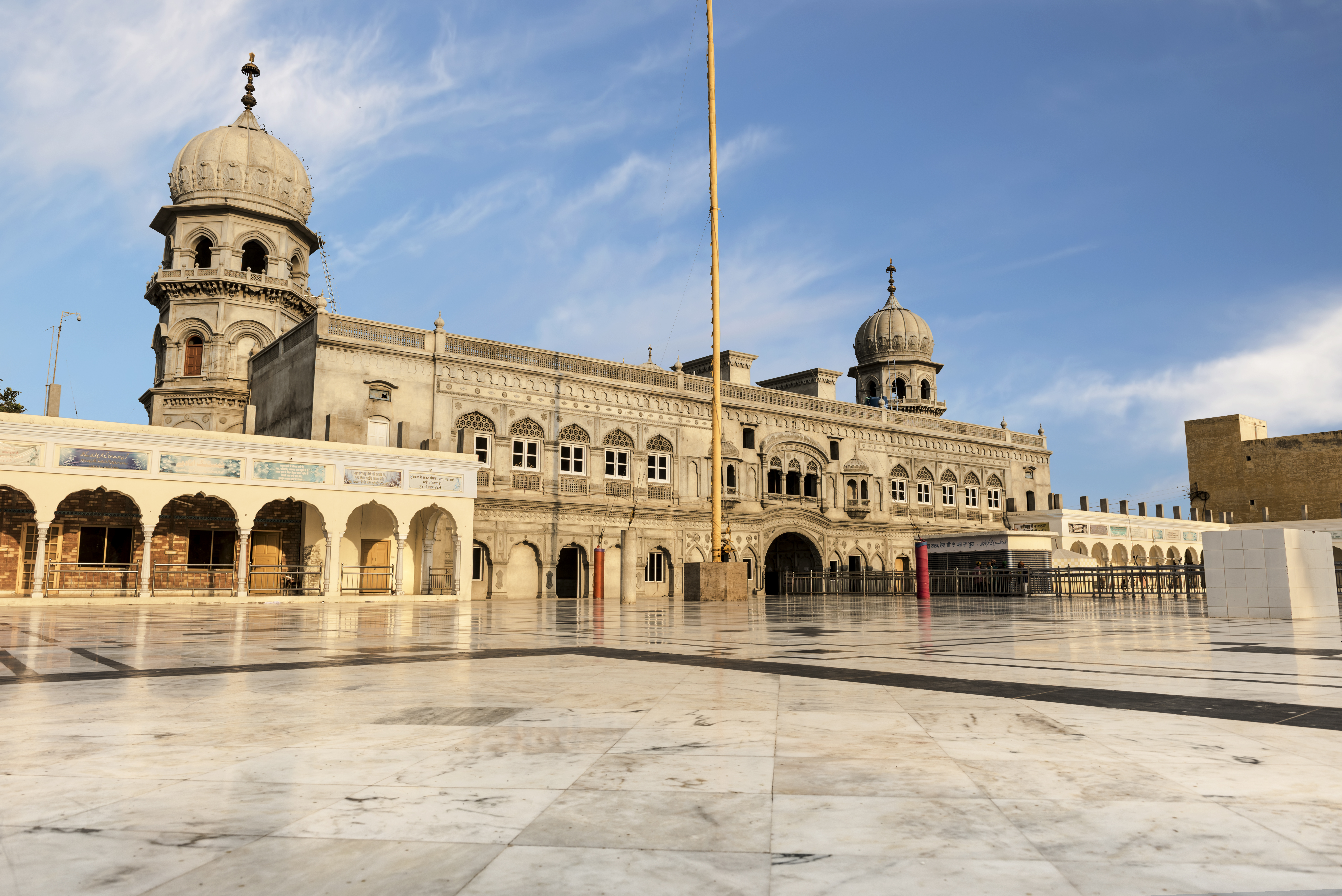
Le gurdwara Janam Asthan, lieu sacré du sikhisme situé à Nankana Sahib.

Le sikhisme au Pakistan est une religion très largement minoritaire au sein de la république islamique du Pakistan. Le pays compte pourtant de nombreux sites sacrés du sikhisme, du fait de l'implantation de cette religion dans la région du Penjab historique. La grande majorité des sikhs du Pakistan ont émigré en Inde lors de la partition des Indes en 1947. 
Les sikhs forment aujourd'hui la quatrième minorité religieuse du pays avec près de 16 000 fidèles, selon le recensement de 2023.

## Situation actuelle

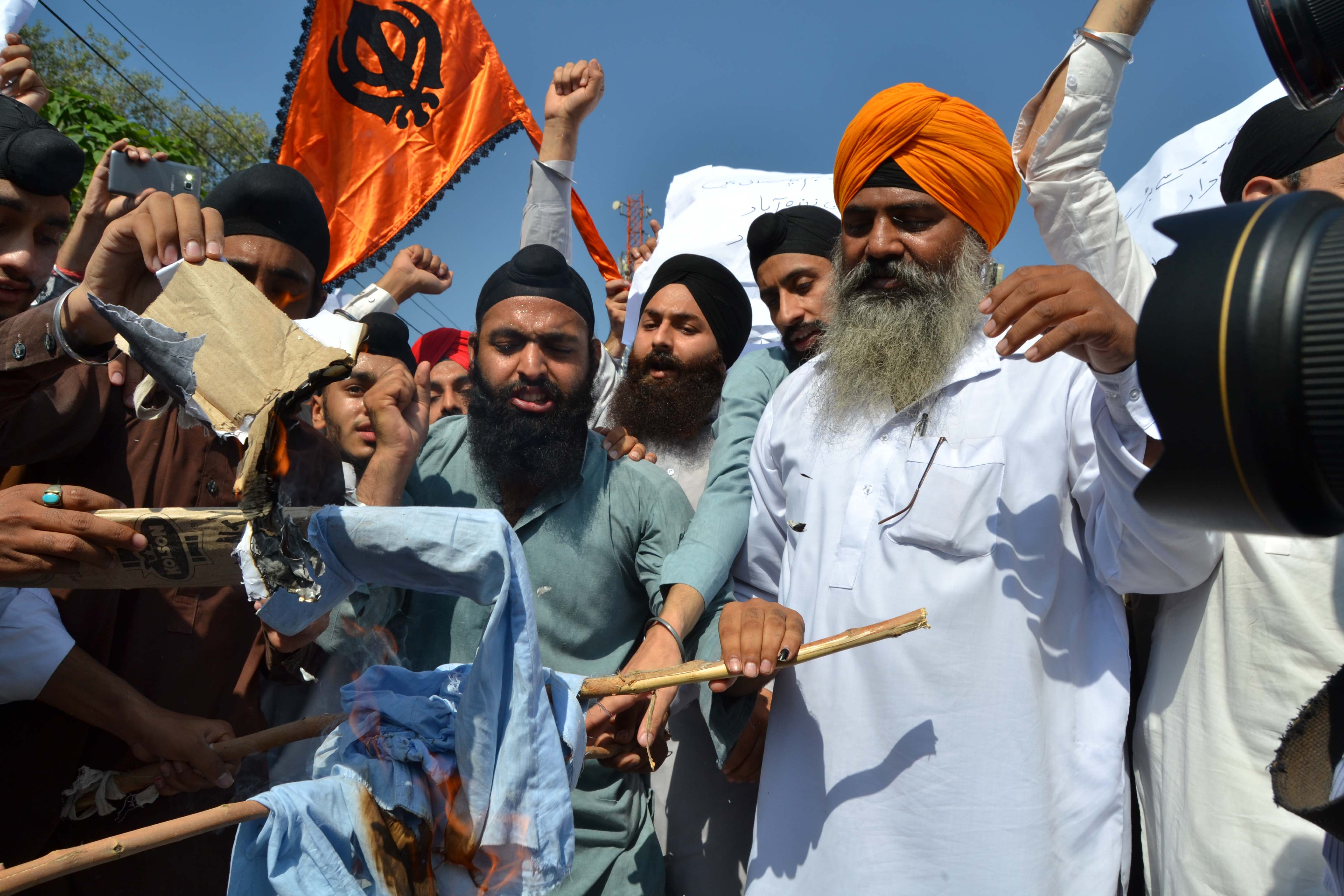
Sikhs protestant contre l'absence de leur religion dans le recensement de 2017.

Aujourd'hui encore, de nombreux sikhs continuent d'émigrer, vers le Royaume-Uni ou les Émirats arabes unis. En 2010, ils étaient quelque 50 000 vivant encore au Pakistan, selon l'ONG Sikh Resource and Study Centre. Selon le département d'État des États-Unis, ce nombre est moins important : les sikhs étaient plutôt 30 000 en 2008, puis 25 000 en 2018. Ils constituent ainsi la quatrième ou cinquième minorité du pays,. 
Toutefois, le nombre de sikhs continue à décroître dans le pays, selon des activistes des droits de l'homme qui affirment que, en 2021, la population sikh est tombée à quelque 8 000 personnes, ajoutant que cette diminution s'accompagne d'un recul des droits de la communauté sikh,. Mais les chiffres sont peu sûrs, les autorités pakistanaises ayant exclu les sikhs du recensement de 2017, qui présentait le premier décompte national depuis 19 ans, si bien qu'il manque des chiffres officiels de la population sikhe au Pakistan. Toutefois, pour Kalyan Singh, militant des droits des minorités et enseignant à l'université GC College de Lahore, ce recul est dû entre autres aux conversions forcées et au manque de soutien de la diaspora sikhe.
En 2022, la Cour suprême du Pakistan tranche en faveur d'une reconnaissance particulière des sikhs lors des recensements à venir. Les sikhs sont comptabilisés pour la première fois lors du recensement de 2023. Ils sont alors près de 16 000, dont 6 000 dans le Pendjab, 5 000 dans la province du Sind et 4 000 dans le Khyber Pakhtunkhwa. Ils sont 2 000 dans la seule ville de Nankana Sahib.   